# International Rally Championship
Az International Rally Championship (brit PlayStation kiadásban Tommi Mäkinen Rally) egy 1997-ben készült, Windowsra és Sony PlayStationre megjelentetett autóverseny-játék, a Rally Championship-sorozat negyedik epizódja. Windowsos verzióját a Magnetic Fields fejlesztette, és az Interplay, valamint a THQ adta ki, PlayStationre pedig az Europress végezte mind a fejlesztést, mind a kiadást. 2000 májusában a PC Guru teljes játékként mellékelte a laphoz. Jelenleg abandonware státuszú, azaz ingyenesen letölthető.
A Network Q RAC Rally Championship című 1996-os játék folytatása, ahhoz képest több ponton továbbfejlesztve. Ebben a játékban 16 különböző pálya érhető el, szerte a világban található helyszíneken, melyeket egy véletlengenerátorként működő pályaszerkesztő is bővít. Helyi hálózatban is lehet egymás ellen játszani, akár 8 különböző játékosnak.
Számos autó játszható a játékban, azok rali-verziójában, így a Ford Escort, a Mitsubishi Lancer, a Nissan Almera, a Proton Wira, a Renault Mégane, a Škoda Felicia, a Subaru Impreza, a Toyota Corolla, és a Volkswagen Golf.
A játék zenéjét Darren Ithell és Dave Sullivan szerezték.

## Fogadtatás
A Génération 4 című francia szaklap 4 csillagot adott rá, dicsérve a továbbfejlesztett grafikát és a pályaszerkesztő implementálását, de a konkurenciához képest kevesebb pályát kritikával illette. A GameCenter magyar játékblog szerint kiváló kikapcsolódás unalmas órákra, bár igazából kooperatív módban érdemes játszani vele.

## Fordítás
Ez a szócikk részben vagy egészben  az   International Rally Championship című angol Wikipédia-szócikk ezen változatának fordításán alapul.  Az eredeti cikk szerkesztőit annak laptörténete sorolja fel. Ez a jelzés csupán a megfogalmazás eredetét és a szerzői jogokat jelzi, nem szolgál a cikkben szereplő információk forrásmegjelöléseként.